# Jacek Protas

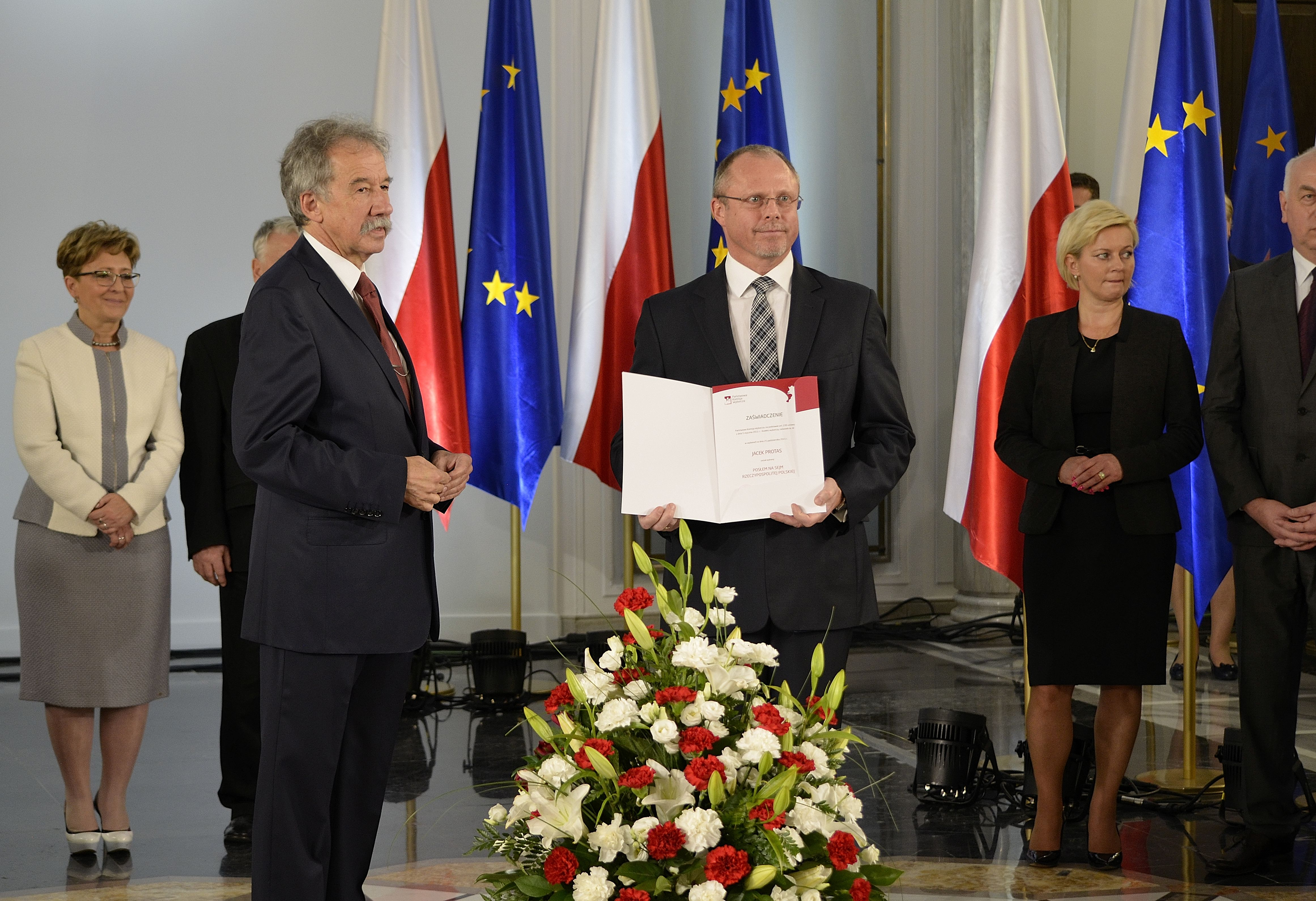
Jacek Protas odbierający z rąk przewodniczącego Państwowej Komisji Wyborczej Wojciecha Hermelińskiego zaświadczenie o wyborze na posła VIII kadencji Sejmu (2015)

Jacek Protas (ur. 15 stycznia 1964 w Lidzbarku Warmińskim) – polski polityk i samorządowiec, w latach 2006–2014 marszałek województwa warmińsko-mazurskiego, poseł na Sejm VIII, IX i X kadencji, w latach 2023–2024 sekretarz stanu w Ministerstwie Funduszy i Polityki Regionalnej, poseł do Parlamentu Europejskiego X kadencji.

## Życiorys
Z wykształcenia nauczyciel wychowania fizycznego, trener koszykówki. Ukończył studia na Akademii Wychowania Fizycznego w Gdańsku oraz studia podyplomowe na kierunku zarządzanie w administracji publicznej Uniwersytetu Warmińsko-Mazurskiego w Olsztynie.
W latach 1986–1987 był trenerem koszykówki w klubie Wybrzeże Gdańsk. Następnie do 1999 pracował jako nauczyciel i później także dyrektor Zespołu Szkół Ogólnokształcących w Lidzbarku Warmińskim. W latach 90. zasiadał w radzie miejskiej, pełnił w latach 1996–1998 funkcję jej przewodniczącego.
W 1998, 2002 i 2006 uzyskiwał mandat radnego powiatu lidzbarskiego. W 2000 objął stanowisko starosty. W 2001 bezskutecznie startował do Sejmu z listy Platformy Obywatelskiej w okręgu elbląskim. W wyborach samorządowych w 2002 bezskutecznie ubiegał się o urząd burmistrza Lidzbarka Warmińskiego, przegrywając w pierwszej turze. Pozostał jednocześnie starostą lidzbarskim. Po wyborach samorządowych w 2006 został powołany przez sejmik województwa na stanowisko marszałka warmińsko-mazurskiego.
W 2008 został przewodniczącym Komisji ds. Polski Wschodniej Związku Województw Rzeczypospolitej Polskiej, podczas Kongresu XX-lecia Samorządu Terytorialnego w 2010 został wybrany na prezesa zarządu Związku Województw RP. W 2009 powołano go na prezydenta Euroregionu Bałtyk. Był pomysłodawcą utworzenia i pierwszym prezesem Stowarzyszenia „Dom Warmiński”. Został przedstawicielem polskiej delegacji w Komitecie Regionów oraz prezesem oddziału zarządu wojewódzkiego związku skupiającego ochotnicze straże pożarne.
W 2006 objął funkcję przewodniczącego zarządu regionu Platformy Obywatelskiej. Ponownie wybierany na tę funkcję w kolejnych latach. W 2010 uzyskał mandat radnego sejmiku warmińsko-mazurskiego z najlepszym wynikiem indywidualnym w regionie. 30 listopada 2010 ponownie został wybrany na urząd marszałka. W 2014 został wybrany do sejmiku V kadencji, zakończył urzędowanie jako marszałek, obejmując funkcję wicemarszałka w nowym zarządzie województwa.
W 2015 wystartował w wyborach parlamentarnych, otrzymał 18 099 głosów, zdobywając tym samym mandat poselski z listy PO w okręgu elbląskim. W Sejmie VIII kadencji został zastępcą przewodniczącego Komisji Samorządu Terytorialnego i Polityki Regionalnej oraz członkiem Komisji Nadzwyczajnej do rozpatrzenia projektów ustaw z zakresu prawa wyborczego, pracował też w Komisji Odpowiedzialności Konstytucyjnej. W wyborach do Parlamentu Europejskiego w 2019 bezskutecznie ubiegał się o mandat europosła.
W wyborach parlamentarnych w tym samym roku skutecznie ubiegał się o reelekcję z ramienia Koalicji Obywatelskiej, zdobywając 24 266 głosów, co było najlepszym wynikiem indywidualnym w okręgu. W wyborach w 2023 po raz trzeci z rzędu uzyskał mandat poselski (z wynikiem 35 745 głosów, co również stanowiło najwyższy wynik indywidualny w okręgu). W IX kadencji ponownie był wiceprzewodniczącym Komisji Samorządu Terytorialnego i Polityki Regionalnej, a w X kadencji objął funkcję jej przewodniczącego. W grudniu 2023 powołany na stanowisko sekretarza stanu w Ministerstwie Funduszy i Polityki Regionalnej.
W wyborach do Europarlamentu w 2024 wystartował z pierwszego miejsca listy KO w okręgu nr 3; otrzymał 125 861 głosów, uzyskując mandat posła do PE X kadencji. W konsekwencji w czerwcu tego samego roku zakończył pełnienie funkcji wiceministra. W Europarlamencie zasiadł w Komisji Kontroli Budżetowej.

## Wyniki w wyborach ogólnopolskich
| Wybory | Komitet wyborczy                | Komitet wyborczy      | Organ                            | Okręg            | Wynik          |
| ------ | ------------------------------- | --------------------- | -------------------------------- | ---------------- | -------------- |
| 2001   |                                 | Platforma Obywatelska | Sejm IV kadencji                 | nr 34            | 2078 (1,06%)   |
| 2015   | Sejm VIII kadencji              | Platforma Obywatelska | 18 099 (9,03%)                   | nr 34            |                |
| 2019   |                                 | Koalicja Europejska   | Parlament Europejski IX kadencji | nr 3             | 52 169 (6,58%) |
| 2019   |                                 | Koalicja Obywatelska  | Sejm IX kadencji                 | nr 34            | 24 266 (9,67%) |
| 2023   | Sejm X kadencji                 | Koalicja Obywatelska  | 35 745 (11,94%)                  | nr 34            |                |
| 2024   | Parlament Europejski X kadencji | Koalicja Obywatelska  | nr 3                             | 125 861 (18,31%) |                |

## Odznaczenia i wyróżnienia
W 2009, za zasługi w działalności społecznej na rzecz osób niewidomych i słabowidzących, odznaczony przez prezydenta Lecha Kaczyńskiego Złotym Krzyżem Zasługi. Wyróżniony również Srebrnym Medalem „Za Zasługi dla Straży Granicznej” (2009). W 2015 został odznaczony Odznaką Honorową za Zasługi dla Samorządu Terytorialnego. W 2010 otrzymał Złotą Odznakę „Zasłużony dla Ochrony Przeciwpożarowej.

## Życie prywatne
Jacek Protas jest żonaty, ma syna.